# Machimus coerulescens
Machimus coerulescens är en tvåvingeart som beskrevs av Ricardo 1919. Machimus coerulescens ingår i släktet Machimus och familjen rovflugor. Inga underarter finns listade i Catalogue of Life.